# Hermannia jacobeifolia
Hermannia jacobeifolia är en malvaväxtart som först beskrevs av Porphir Kiril Nicolai Stepanowitsch Turczaninow, och fick sitt nu gällande namn av Robert Allen Dyer. Hermannia jacobeifolia ingår i släktet Hermannia och familjen malvaväxter. Inga underarter finns listade i Catalogue of Life.